# Pierre-Étienne Venaille-Bodin
Pour les articles homonymes, voir Venaille et Bodin.
Pierre-Étienne Venaille-Bodin est un homme politique français né le 15 septembre 1753 à Romorantin-Lanthenay (Loir-et-Cher) et décédé le 16 mars 1828 à Blois (Loir-et-Cher).

## Biographie
Commissaire près le tribunal de district de Romorantin, il est deuxième suppléant à la Convention et est admis immédiatement à siéger comme député de Loir-et-Cher. Il vote la mort de Louis XVI. En 1799, il est commissaire près l'administration centrale de Loir-et-Cher et en 1814, substitut du procureur du roi à Blois. Exilé comme régicide, en 1816, en Suisse, il rentre en France pour raisons de santé en 1819.

## Source
- « Pierre-Étienne Venaille-Bodin », dans Adolphe Robert et Gaston Cougny, Dictionnaire des parlementaires français, Edgar Bourloton, 1889-1891 [détail de l’édition]